# Cremlino di Suzdal'
Il Cremlino di Suzdal' (in russo Суздальский кремль?) è un cremlino russo che rappresenta la porzione più antica della città di Suzdal', risalente al X secolo. Sorse originariamente come cittadella fortificata e rappresentò il centro religioso e amministrativo della città; all'interno del Cremlino di Suzdal' sorge la cattedrale della Natività.
Insieme a diversi edifici nella vicina città di Vladimir, è entrato nell'elenco dei Patrimoni dell'Umanità UNESCO dal 1992.

## Storia

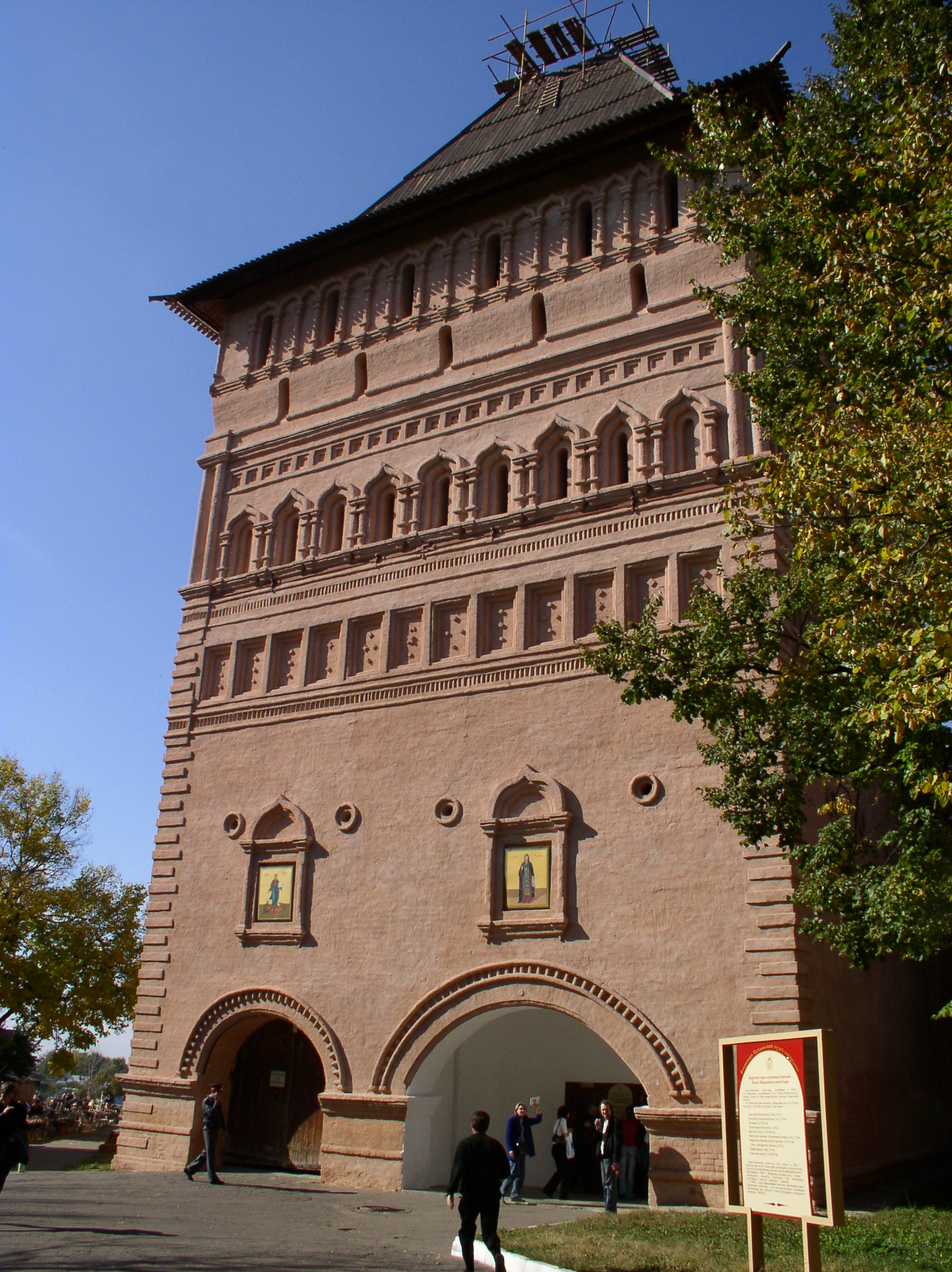
Monastero di San Eutimio

Mentre l'evidenza archeologica suggerisce che il cremlino sia stato fondato agli inizi del X secolo, la fortezza venne costruita in seguito, nel tardo XI secolo o all'inizio del XII. La fortezza venne strategicamente collocata tra un'ansa del fiume Kamenka per tre lati ed un fossato, ad est, sul quarto. Era circondata da bastioni in terra, ancor oggi presenti. Un insediamento (il 'posad', in russo посад?) posto ad est divenne la sede per la popolazione civile - mercanti e artigiani - mentre il cremlino vero e proprio ospitava esclusivamente il principe, l'arcivescovo e l'alto clero..
Dal XIII al XVI secolo, numerosi monasteri e chiese vennero eretti nell'insediamento, tra i quali si ricordano la cattedrale della Natività, il convento dell'Intercessione e il monastero di Nostro Salvatore e di San Eutimio. Durante la seconda guerra mondiale, da gennaio 1943, fu trasformato in un campo di concentramento per prigionieri di guerra (campo n. 160). Vi vennero rinchiusi inizialmente soldati Italiani e Romeni, catturati i primi sul fiume Don, i secondi a nord ovest di Stalingrado, e, successivamente, militari Ungheresi. La mortalità fu molto elevata. La maggior parte dei caduti Italiani nel campo (2600 su 2800) morirono nei primi tre mesi, soprattutto a causa di una epidemia di tifo petecchiale, peggiorata dalla mancanza di cibo e dal freddo. Le condizioni migliorarono sostanzialmente a partire da aprile dello stesso anno.